# Dr. Dre Presents the Aftermath
Dr. Dre Presents the Aftermath – kompilacja amerykańskiego rapera Dr. Dre. Została wydana po odejściu z wytwórni Death Row Records, w nowej wytwórni Dre – Aftermath Entertainment. Album został zatwierdzony jako platyna.

## Lista utworów
| Nr | Tytuł                             | Producent(ci)                                     | Wykonawcy                                                         | Sample                                                 |
| -- | --------------------------------- | ------------------------------------------------- | ----------------------------------------------------------------- | ------------------------------------------------------ |
| 1  | "Aftermath (the Intro)"           | Dr. Dre, Mel-Man (co-producent)                   | RC, Sid McCoy                                                     |                                                        |
| 2  | "East Coast/West Coast Killas"    | Dr. Dre, Stu-B-Doo, Stocks McGuire (co-producent) | Group Therapy (B-Real, KRS-One, Nas, RBX)                         | Quincy Jones - "Ironside"                              |
| 3  | "Shittin' on the World"           | Dr. Dre, Mel-Man                                  | D-Ruff, Hands-On, Mel-Man                                         | The Fuzz - "I Love You For All Seasons"                |
| 4  | "Blunt Time"                      | Dr. Dre, Stu-B-Doo (co-producent)                 | RBX                                                               | Quincy Jones - "Summer In The City"                    |
| 5  | "Been There, Done That"           | Bud’da, Dr. Dre                                   | Dr. Dre                                                           |                                                        |
| 6  | "Choices"                         | Ewart A. Wilson Jr., Floyd Howard, Glen Mosley    | Kim Summerson                                                     | Isaac Hayes - "Look of Love"                           |
| 7  | "As the World Keeps Turning"      | Flossy P, Chris "The Glove" Taylor (co-producent) | Cassandra McCowan, Mike Lynn, Miscellaneous (Flossy P, Stu-B-Doo) |                                                        |
| 8  | "Got Me Open"                     | Bud’da                                            | Hands-On, Dr. Dre                                                 | Real Live featuring K-Def & Larry O - "Real Live Shit" |
| 9  | "Str-8 Gone"                      | Bud’da                                            | King T                                                            |                                                        |
| 10 | "Please"                          | Maurice Wilcher                                   | Maurice Wilcher, Nicole Johnson                                   |                                                        |
| 11 | "Do 4 Love"                       | Bud’da                                            | Jheryl Lockhart                                                   | Heath Brothers - "Smiling Billy Suite Pt. 2"           |
| 12 | "Sexy Dance"                      | Bud’da, Dr. Dre                                   | Cassandra McCowan, Jheryl Lockhart, RC                            |                                                        |
| 13 | "No Second Chance"                | Rodney Duke, Rose Griffin                         | Who'z Who                                                         |                                                        |
| 14 | "L.A.W. (Lyrical Assault Weapon)" | Stu-B-Doo                                         | Sharief                                                           |                                                        |
| 15 | "Nationowl"                       | Bud’da                                            | Nowl                                                              |                                                        |
| 16 | "Fame"                            | Dr. Dre, Chris "The Glove" Taylor (co-producent)  | Jheryl Lockhart, King T, RC                                       | David Bowie - "Fame"                                   |

## Notowania
Album
| Notowania (1996)            | Najwyższa pozycja |
| --------------------------- | ----------------- |
| Canadian RPM Albums Chart   | 69                |
| U.S. Billboard 200          | 6                 |
| U.S. Top R&B/Hip-Hop Albums | 3                 |

Single
| Rok  | Utwór                          | Notowania         | Notowania       | Notowania | Notowania |
| Rok  | Utwór                          | Billboard Hot 100 | Rhythmic Top 40 |           |           |
| 1996 | "Been There, Done That"        | –                 | 40              |           |           |
| 1996 | "East Coast/West Coast Killas" | –                 | –               |           |           |